# Savoia-Marchetti S.58
Die Savoia-Marchetti S.58 war ein Doppeldecker-Flugboot mit Flachboden-Holzrumpf, das als Jagdflugzeug der Nachfolger für die SIAI S.13 werden sollte.

## Geschichte
Im Jahre 1923 veröffentlichte die Regia Marina eine Ausschreibung für ein neues Jagd-Flugboot in der italienischen Marine, den Nachfolger für die SIAI S.13. SIAI beteiligte sich mit der S.58 an der Ausschreibung, unterlag aber 1929 knapp der Macchi M. 41bis.
Um an der Ausschreibung der Marine teilnehmen zu können, legte SIAI mit der S.58 ein neues Projekt auf. Der Konstrukteur von SIAI stellte 1924 sein Konzept bei der Marine vor, dabei orientierte er sich stark an der S.51 und fügte neue Entwicklungen aus der S.56 und S.57 hinzu. Es sollte ein wendiges, schnelles und stabiles Jagdflugzeug sein. Er setzte dabei auf den Hispano-Suiza 42-Motor mit 300 PS und der bewährten Zweiblattpropeller. Das einsitzige Flugboot sollte zudem mit zwei 7,7 mm Maschinengewehren ausgerüstet werden. Am 25. August 1924 startete die S.58 zum ersten Mal und stellte bei einer Beladung von 250 kg mit der Steigleistung von 6,5 m/s einen neuen Weltrekord für Flugboote auf. Dennoch war keines der Flugzeuge, die sich an der Ausschreibung beteiligten, den Anforderungen der Marine gewachsen. Bei einer neuen Ausschreibung im Jahre 1927 beteiligte sich SIAI wiederum mit der S.58 in der Version S.58bis, rüstete die Maschine jedoch mit einem Fiat A 20 mit 420 PS auf, um mehr Leistung in die Waagschale zu werfen. Als Bewaffnung wählte man zwei 7,7 mm Vickers-Maschinengewehre. Mit Nachbesserungen beteiligte man sich 1929 an der dritten Ausschreibung der Marine mit der leicht verbesserten Version S.58ter und unterlag nur knapp der Macchi M.41bis. Man einigte sich jedoch, dass die Marineflieger die Prototypen für die Ausbildung bei den Marinefliegern kaufte.

## Konstruktion
Die S.58 war ein Doppeldecker-Flugboot mit Flachboden-Holzrumpf, der mit Metall verstärkt war. Sie hatte ein offenes Cockpit, in dem ein Pilot sitzen konnte. Der Fiat A 20 Motor mit 420 PS war, wie bei den Vorgängern, mittig an der oberen Tragfläche befestigt. Erwähnenswert ist das V-förmige Leitwerk, die verstärkte Konstruktion der Tragflächen und ein Querruder an der oberen Tragfläche, das man schon in der S.56 und S.57 mit Erfolg verbaut hatte. Die Maschinengewehre wurden starr im Flugzeugrumpf vor dem Cockpit verbaut. Die erste Version wurde mit einem Hispano-Suiza-42 Motor mit 300 PS ausgerüstet. Um bei der zweiten Ausschreibung mit der Konkurrenz mithalten zu können, entwickelte man jedoch eine verbesserte Version mit einem Fiat A20 12 Zylinder V-Motor mit 420 PS, die man S.58bis nannte. Bei der dritten Ausschreibung 1929 wurden zusätzlich Metallverstärkungen am Rumpf und an den Tragflächen vorgenommen und der Pilot bekam eine Kopfstütze; diese Militärversion wurde unter S.58ter geführt.

## Versionen
| Version | Daten                                                                |
| ------- | -------------------------------------------------------------------- |
| S.58    | Prototyp der S.58 mit einem Hispano-Suiza-42 Motor mit 300 PS (1924) |
| S.58bis | S.58 mit einem Fiat A 20 mit 420 PS (1927)                           |
| S.58ter | verbesserte S.58 mit einem Fiat A 20 mit 420 PS (1929)               |

## Nutzer
- Königreich Italien: 2

## Technische Daten
| Kenngröße             | Daten                                                              |
| --------------------- | ------------------------------------------------------------------ |
| Besatzung             | 1                                                                  |
| Länge                 | 9,1 m                                                              |
| Spannweite            | 11,25 m                                                            |
| Höhe                  | 2,75 m                                                             |
| Flügelfläche          | 29,1 m²                                                            |
| Leermasse             | 1117 kg                                                            |
| Startmasse            | 1477 kg                                                            |
| Reisegeschwindigkeit  | ca. 235 km/h                                                       |
| Höchstgeschwindigkeit | ca. 267 km/h                                                       |
| Reichweite            | unbekannt                                                          |
| Triebwerke            | 1 × Fiat A 20 12-Zylinder-V-Motor mit 420 PS und 2-Blatt-Propeller |
| Bewaffnung            | 2 × 7,7-mm Vickers-Maschinengewehr (.303)                          |

## Bilder
- S.58 airwar.ru
- S.58 giemmesesto.org
- S.58 Seitenansicht auf giemmesesto.org